# 第16F海軍航空隊
第16F海軍航空隊（だい16Fかいぐんこうくうたい、仏: Flottille 16F）は、かつてフランス海軍海軍航空隊にあった偵察機部隊。 1955年1月3日にディエール・ル・パリヴェストル海軍航空基地で新編され、2000年7月28日にランディヴィジオ海軍航空基地で解隊した。

## 歴史
第16F海軍航空隊は、シュド・エストアキロン飛行隊として、1955年1月3日にディエール・ル・パリヴェストル海軍航空基地で編成され、アルジェリア戦争中のフランス領アルジェリアにおける秩序維持作戦に1962年まで参加した。
1964年4月1日に第16F海軍航空隊は、アキロンを第59S飛行中隊に移管して解隊されたが、ダッソーエタンダールIV P飛行隊として同年5月1日にイストル＝ラ・テュブ第125空軍基地で再編成され、空母クレマンソー（R98 Clemenceau）及びフォッシュ（R99 Foch）の艦載機として写真偵察任務を付与された。1969年4月にランディヴィジオ海軍航空基地へ移駐。1982年から1984年にレバノン内戦へ派遣され、1993年2月から1995年12月4日にかけてボスニア・ヘルツェゴビナ紛争における国際連合保護軍（UNPROFOR）支援任務に従事し、1999年6月にコソボ紛争でのコソボ治安維持部隊（KFOR）支援任務を行い、2000年7月28日に解隊された。

## 配備基地の変遷
- ディエール・ル・パリヴェストル海軍航空基地（プロヴァンス＝アルプ＝コート・ダジュール地域圏ヴァール県）（1955年1月 - 1964年3月）
- イストル＝ラ・テュブ第125空軍基地（フランス語版）（プロヴァンス＝アルプ＝コート・ダジュール地域圏ブーシュ＝デュ＝ローヌ県）（1964年5月 - 1964年9月）
- ディエール・ル・パリヴェストル海軍航空基地（プロヴァンス＝アルプ＝コート・ダジュール地域圏ヴァール県）（1964年9月 - 1969年3月）
- ランディヴィジオ海軍航空基地（ブルターニュ地域圏フィニステール県）（1969年4月 - 2000年7月）

## 歴代運用機
- アキロン（英語版）（1955年1月 - 1964年4月）
- エタンダールIV P（1964年5月 - 2000年7月）